# علي عبد العزيز (ممثل)
علي عبد العزيز، (10 ديسمبر 1942 - 10 أكتوبر 2014) ممثل أردني .

## عن حياته
ولد في في مدينة (يافا) الفلسطينية ثم هاجر إلى (الإسكندرية) المصرية وقام بأول أعماله على خشبة المسرح بمدينة (المنصورة). كان من أوائل الممثلين الذين أطلوا من شاشة التليفزيون الأردني فور إنشائه في المملكة الأردنية، وأصبح عضواً في نقابة الفنانين الأردنيين. مثّل في العديد من المسلسلات التليفزيونية، منها: (طرفة بن العبد، حارة أبو عواد، لقمة العيش، رأس غليص، أبو جعفر المنصور).ومن المسرحيات الكوميدية: (يا أنا ياهو)، (ما هو الصحيح يا عليوة). واجه مشاكل صحية قرب نهاية حياته بحدوث غرغرينا في قدمه ومتاعب في القلب وواجه مشاكل في العلاج على نفقة الدولة الأردنية وتأخراً في قرارات انتقاله من مستشفى لآخرى بعد أن كانت رئاسة الوزراء الأردنية قد إستصدرت قراراً من قبل بتولي العلاج. تم قبوله في مستشفى الحسين الطبية بعد تأخرٍ في القرار ولكنه توفى في شهر أكتوبر عام 2014 من جراء متاعبه الصحية.

## من أعماله

### المسلسلات
- (2008): أبو جعفر المنصور.
- (2000): المنسية.
- الغريب
- توأم روحي
- دموع القمر
- سامحونا بنحبكو
- عطر النار
- مقادير

### الأفلام
- الشراكسة

## وفاته
توفي يوم 10 أكتوبر 2014 في مدينة الحسين الطبية جراء متاعب صحية في القلب عن عمر ناهز 72 عامًا.

## روابط خارجية
- علي عبد العزيز على موقع قاعدة بيانات الأفلام العربية